# 漏洩電磁波
漏洩電磁波（ろうえいでんじは、英: compromising emanations）は、電子機器内部で発生する電磁波が、その強度が十分に弱くないため、あるいは完全なシールドは難しいために、外部で計測可能なほどに漏洩するものである。サイドチャネル攻撃などに利用可能なため、特に他者に知られたくない情報を含んだ電磁波を指すこともある。アメリカ国家安全保障局などではTEMPESTと呼び研究している。暗号の攻撃法としての利用についてはサイドチャネル攻撃の記事を参照のこと。

## 概要
モニター、キーボードの接続ケーブル、ネットワークケーブル、USBコネクタなどから微弱信号が放射され、情報が漏洩する場合がある。隣接する建造物や車両などに指向性のアンテナを設置して、目的のパソコンなどの電子機器に向ければ、実用的には数十メートル離れた場所からこのような信号を傍受できるといわれている。また、同期信号のずれを利用して、特定のパソコンからの情報を選択的に傍受することが可能であるとされる。
2004年に新情報セキュリティ技術研究会が公開した実験では、市販されている受信機でデスクトップPCの映像が傍受され、ノートパソコンでも本格的な機器を用いれば映像の傍受が可能である事が示された。
パラボラアンテナも目的の方向とは別な方向に微弱な電磁波が漏洩することがある（一般論として「絶対的に理想的な特性のアンテナ」などそもそも存在しない）。パラボラアンテナに限らず、ビーム型の特性を持つアンテナの各方向への利得をチャートにした際に、意図された向きのビームの脇に現れる不要な放射を「サイドローブ」と呼ぶ。サイドローブの特性は（理想的には電波暗室で）放射パターンを測定し具体値を得る。一般に周波数3 GHz以上のマイクロ波ではパラボラアンテナが用いられており、ほぼ1対1の通信と考えられることも多いが、サイドローブを利用した第3者による傍受の可能性はある。

## 対策技術
電子機器の回路設計の段階で信号の漏洩を防ぎつつ、ケーブル等を被覆して電磁波をシールドすることが基本的な対策である。また、パソコン等が入った部屋全体をシールドするという手段もある。
根本的な対策としては、
- PCに関しては、1）CRTから液晶ディスプレイへの変更と電磁シールドの強化、2）筐体自身の電磁シールド強化、3）接続に光ケーブルを用いる、4）電源ラインのフィルター強化、5)筐体やケーブルに雑音信号（ランダム信号など）を流す、6)部屋全体に（電気的）雑音を流す
- パラボラアンテナの「サイド・ローブ」対策としては、1）電波による信号伝達方式自体に秘匿性の高いものを用いる（例：スペクトル拡散通信）2）可能ならば極力「光回線」に切り替える

などがある。
新情報セキュリティ技術研究会は2004年に「電磁波セキュリティガイドライン」を発表した。
エドワード・スノーデンの報告では、セキュリティ対策を破るためにUSBコネクタに発信器を仕込み、スパイに交換させているという。

## エピソード
- 「スパイキャッチャー」ピーター・ライト（実話、回想録） - イギリスの防諜機関MI5は、ロンドンのソ連大使館の受信機から漏洩する中間周波数の信号（スーパーヘテロダイン方式であったのだろう）を監視し、受信機の電源スイッチのオン・オフを探知して、ソ連情報機関の活動を推測した。その結果MI5上層部からの情報漏れが強く疑われた。
- アイビー・ベルズ作戦（実話）　-　アメリカの潜水艦がウラジオストック港内にあるソ連の海底通信ケーブルのまわりを囲むように傍受ポットを取り付け、その漏洩電磁波から通信を傍受する。記録は数ヶ月ごとに取りに来る。

## フィクション
- 『アキハバラ@DEEP』
- 『マーケット 〜株〜』(漫画)
- 『死都日本』（石黒曜）－主人公を尾行・監視している公安警察官が「（PC監視のための）漏洩電磁波監視車両の使用許可が下りないのはなぜだ？」と嘆く[6]。
- 『ZERO』（麻生幾）-中国潜入スパイリスト作成をしている日本政府高官の画面からの漏洩電磁波を、中国の監視車両が全部傍受し、全スパイの情報が漏洩してしまう。